# Cixius bronca
Cixius bronca är en insektsart som beskrevs av Tsaur 1991. Cixius bronca ingår i släktet Cixius och familjen kilstritar. Inga underarter finns listade i Catalogue of Life.